# Te Awamutu
Te Awamutu ist eine Stadt im Waipa District der Region Waikato auf der Nordinsel von Neuseeland. Die Stadt ist Sitz des Waipa District Council.

## Namensherkunft
Der Name der Stadt bedeutet in der Sprache der Māori so viel wie „das Ende des Flusses“, was vermutlich darauf hingedeutet hat, dass der Mangapiko Stream bis zu dem Gebiet, wo sich heute die Stadt befindet, noch mit einem Kanu befahren werden konnte, weiter flussaufwärts hingegen nicht.

## Geographie
Die Stadt befindet sich rund 25 km südlich von Hamilton und rund 18 km südwestlich von Cambridge in der großen Ebene des Punui River und zahlreicher Streams (Bäche), wobei einer der Streams, der Mangapiko Stream direkt durch die Stadt verläuft. Rund 20 km westlich von Te Awamutu befindet sich der 962 m hohe Mount Pirongia, der nicht nur der höchste Berg des Distrikts, sondern der ganzen Region ist. Im Norden und im Osten liegt die fruchtbare Ebene der Waikato Plains.

## Geschichte
Im 14. Jahrhundert war die Waikato Region von den Nachfahren des Tainui Waka (Kanu) besiedelt. 1839 errichtete der britische Missionar der Anglikanischen Kirche, Benjamin Yates Ashwell eine erste Missionarsstation in der Gegend. 1841 folgte ihm Reverend John Morgan, der den Māori landwirtschaftliche Techniken beibrachte und demzufolge sich die Region so gut entwickelte, dass alsbald Erträge bis nach Auckland verkauft werden konnten.
In den Neuseelandkriegen im 19. Jahrhundert spielte die ganze Region eine wichtige Rolle, Te Awamutu selbst diente als Garnisonsstadt für die europäischen Siedler.

## Bevölkerung
Zum Zensus des Jahres 2013 zählte die Stadt 10.205 Einwohner, 5,0 % mehr als zur Volkszählung im Jahr 2006.

## Wirtschaft
Te Awamutu ist das wirtschaftlichen Zentrum des landwirtschaftlich geprägten Umlandes, Verwaltungszentrum des Distriktes und „Rosenhauptstadt Neuseelands“, wie sich die Stadt selbst bezeichnet. Mit rund 3000 Rosensträuchern, einem Rosengarten und einem jährlichen Rosenfest versucht man das selbst gegebene Image zu pflegen und wirtschaftlich zu vermarkten. Die Landwirtschaft des Umlandes ist durch Milchproduktion und Schafzucht geprägt, und in der Stadt selbst bieten Firmen technische Produkte und Düngemittel für die Landwirtschaft an. Die Milchverarbeitung findet ebenfalls im Stadtgebiet statt.

## Infrastruktur

### Straßenverkehr
Durch Te Awamutu führt der New Zealand State Highway 3, der die Stadt nach Norden mit Hamilton und nach Süden mit Otorohanga verbindet.

### Schienenverkehr
Durch den Westteil der Stadt verläuft die North Island Main Trunk Railway. Der Bahnhof der Stadt wird aber im Personenverkehr nicht mehr bedient.

## Persönlichkeiten
- Adele Younghusband (1878–1969), Malerin und Fotografin
- Heather Morris (* 1953), Autorin
- Spencer P. Jones (1956–2018), Singer-Songwriter und Rockgitarrist
- Tim und Neil Finn (* 1958), beides Musiker, die mit der Band Split Enz in den 1970er und 1980er Jahren in Neuseeland große Erfolge verbuchen konnten, ehe sie mit der Band Crowded House weltweit bekannt wurden.
- Brad Butterworth, OBE (* 1959), Regattasegler
- Andrew Nicholson (* 1961), Vielseitigkeitsreiter
- Peter Latham (* 1984), Radrennfahrer
- Rushlee Buchanan (* 1988), Radsportlerin, neuseeländische Straßenmeisterin
- Michaela Drummond (* 1998), Radrennfahrerin
- Rebecca Petch (* 1998), Radrennfahrerin